# Ягіябад (Хондаб)
Ягіябад (перс. يحيي اباد) — село в Ірані, у дегестані Санґ-Сефід, у бахші Каре-Чай, шагрестані Хондаб остану Марказі. За даними перепису 2006 року, його населення становило 0 осіб.

## Клімат
Середня річна температура становить 11,29°C, середня максимальна – 30,36°C, а середня мінімальна – -10,27°C. Середня річна кількість опадів – 274 мм.
| Клімат поселення                              | Клімат поселення | Клімат поселення | Клімат поселення | Клімат поселення | Клімат поселення | Клімат поселення | Клімат поселення | Клімат поселення | Клімат поселення | Клімат поселення | Клімат поселення | Клімат поселення | Клімат поселення |
| Показник                                      | Січ.             | Лют.             | Бер.             | Квіт.            | Трав.            | Черв.            | Лип.             | Серп.            | Вер.             | Жовт.            | Лист.            | Груд.            |                  |
| Середній максимум, °C                         | 6,45             | 7,88             | 11,84            | 18,28            | 23,16            | 29,02            | 30,36            | 29,90            | 25,01            | 19,08            | 12,06            | 6,70             |                  |
| Середня температура, °C                       | −1,9             | −0,49            | 3,48             | 9,93             | 14,81            | 20,65            | 24,69            | 24,22            | 19,33            | 13,40            | 6,38             | 1,02             |                  |
| Середній мінімум, °C                          | −10,27           | −8,85            | −4,88            | 1,56             | 6,44             | 12,29            | 19,00            | 18,54            | 13,65            | 7,71             | 0,69             | −4,67            |                  |
| Норма опадів, мм                              | 41               | 35               | 49               | 37               | 35               | 8                | 1                | 1                | 0                | 6                | 24               | 37               |                  |
| Середньомісячна швидкість вітру, м/с          | 1.31             | 1.95             | 2.77             | 2.88             | 2.54             | 2.39             | 2.33             | 2.34             | 2.19             | 2.13             | 1.89             | 1.26             |                  |
| Середньомісячна сонячна радіація, кДж/м²·день | 9260             | 12464            | 14942            | 18285            | 22367            | 27024            | 25938            | 24091            | 21191            | 15645            | 10998            | 9078             |                  |
| --------------------------------------------- | ---------------- | ---------------- | ---------------- | ---------------- | ---------------- | ---------------- | ---------------- | ---------------- | ---------------- | ---------------- | ---------------- | ---------------- | ---------------- |
| Джерело:                                      |                  |                  |                  |                  |                  |                  |                  |                  |                  |                  |                  |                  |                  |